# Talant Dujšebaev
Talant Mušanbetovič Dujšebaev (in russo Талант Мушанбетович Дуйшебаев?; Frunze, 2 giugno 1968) è un ex pallamanista e allenatore di pallamano russo naturalizzato spagnolo, fino al 1991 sovietico, di origine kirghisa.
È padre dei pallamanisti Alex Dujshebaev e Daniel Dujshebaev.

## Palmarès

### Giocatore

#### Club

##### Competizioni nazionali
- Campionato sovietico di pallamano maschile; 1

CSKA Mosca: 186-87
- Coppa dell'URSS: 1

CSKA Mosca: 1985-86
- Liga ASOBAL: 4

Cantabria: 1992-93, 1993-94
Ciudad Real: 2003-04, 2006-07
- Coppa del Re: 2

Cantabria: 1994-95
Ciudad Real: 2002-03
- Coppa ASOBAL: 5

Cantabria: 1996-97, 1997-98
Ciudad Real: 2003-04, 2004-05, 2006-07
- Supercoppa ASOBAL: 3

Cantabria: 1993, 1995
Ciudad Real: 2007

##### Competizioni internazionali
- Coppa delle Coppe: 1

CSKA Mosca: 1986-1987
Ciudad Real: 2001-02, 2002-03
- EHF Champions League: 2

CSKA Mosca: 1987-88
Cantabria: 1993-94
- IHF Cup: 1

Cantabria: 1992-93
- IHF Super Globe: 1

Cantabria: 1997
- City Cup: 1

Nettlestedt Lubecca: 1997-98
- EHF Champions Trophy: 2

Ciudad Real: 2005, 2006

#### Nazionali
- Olimpiadi

 Barcellona 1992
 Atlanta 1996, Sydney 2000
- Mondiali

 Svezia 1993
- Europei

 Spagna 1996, Italia 1998
 Croazia 2000

### Allenatore

#### Competizioni nazionali
- Liga ASOBAL: 4

Ciudad Real: 2006-07, 2007-08, 2008-09, 2009-10
- Coppa del Re: 4

Ciudad Real: 2007-08, 2010-11
Atletico Madrid: 2011-12, 2012-13
- Coppa ASOBAL:

Ciudad Real: 2004-05, 2005-06, 2006-07, 2007-08, 2010-11
- Supercoppa ASOBAL: 4

Ciudad Real: 2005, 2008, 2011
Atletico Madrid: 2012
- Campionato polacco di pallamano maschile: 9

Kielce: 2014-15, 2015-16, 2016-17, 2017-18, 2018-19, 2019-20, 2020-21, 2021-22, 2022-23
- Coppa di Polonia di pallamano maschile: 6

Kielce: 2014-15, 2015-16, 2016-17, 2017-18, 2018-19, 2020-21

#### Competizioni internazionali
- EHF Champions League: 4

Ciudad Real: 2005-06, 2007-08, 2008-09
Kielce: 2015-16
- EHF Champions Trophy: 3

Ciudad Real: 2005, 2006, 2008
- IHF Super Globe: 3

Ciudad Real: 2007, 2010
Atletico Madrid: 2012

### Individuale

#### Giocatore
- Olimpiadi 1992: miglior centrale e capocannoniere (47 gol)
- Miglior giocatore IHF dell'anno: 1994, 1996
- Campionato mondiale maschile di pallamano 1995: miglior centrale
- Campionato europeo maschile di pallamano 1996: MVP
- Campionato mondiale maschile di pallamano 1997: MVP e miglior centrale
- Campionato europeo maschile di pallamano 1998: miglior centrale
- Olimpiadi 2000: MVP

#### Allenatore
- EHF Champions League: miglior allenatore 2015 e 2022